# Le Port-Marly
Le Port-Marly è un comune francese di 4 729 abitanti situato nel dipartimento degli Yvelines nella regione dell'Île-de-France.

## Società

### Evoluzione demografica
Abitanti censiti